# Jo Ann Pflug
Jo Ann Pflug (Atlanta, 2 mei 1940) is een Amerikaans actrice. Zij speelde de rol van luitenant Katherine O'Hara in de televisieserie Operation Petticoat en de rol van Luitenant Maria "Dish" Schneider in de film M*A*S*H.
Jo Ann Pflug was van 1972 getrouwd met Chuck Woolery tot hun scheiding in 1980. Samen hebben ze een kind. 

## Filmografie
- Cyborg 2087 (1966)
- M*A*S*H (1970)
- They Call It Murder (1971)
- Catlow (1971)
- A Step Out of Line (1971)
- Where Does It Hurt? (1972)
- The Night Strangler (1973)
- Shakespeare Loves Rembrandt (1974)
- The Underground Man (1974)
- Scream of the Wolf (1974)
- The Day the Women Got Even (1980)
- The Return of Mickey Spillane's Mike Hammer (1986)
- Midnight in the Garden of Good and Evil (1997)
- Traveller (1997)

## Televisieseries
- The Beverly Hillbillies (1966)
- Fantastic Four (1967-1968), 18 afleveringen
- The Big Valley (1967)
- Marcus Welby, M.D. (1970)
- Bracken's World (1970)
- Love, American Style (1971 en 1973), 3 afleveringen
- McCloud (1972)
- Banyon (1972)
- Search (1972)
- The Delphi Bureau (1973)
- Alias Smith and Jones (1973)
- The Bob Crane Show (1975)
- Adam-12 (1975)
- The Wide World of Mystery (1975)
- Gemini Man (1976)
- Quincy, M.E. (1977 en 1979), 4 afleveringen
- The Love Boat (1978, 1979, 1980 en 1984)
- Operation Petticoat (1978-1979), 10 afleveringen
- Charlie's Angels (1979)
- Vega$ (1979)
- The Dukes of Hazzard (1979)
- Fantasy Island (1980 en 1982)
- The Fall Guy (1981-1982), 22 afleveringen
- One Day at a Time (1983)
- Rituals (1984)
- The Four Seasons (1984)
- Matt Houston (1984)
- Knight Rider (1984)
- The Colbys (1986)
- New Love, American Style (1986)
- B.L. Stryker (1989)